# Comitatul Aiken, Carolina de Sud
- Pentru alte comitate omonime, vedeți Comitatul Aiken (dezambiguizare).

Comitatul Aiken (în engleză Aiken County) este un comitat din statul Carolina de Sud, Statele Unite ale Americii.

## Demografie
|  | Graficele sunt indisponibile din cauza unor probleme tehnice. Mai multe informații se găsesc la Phabricator și la wiki-ul MediaWiki. |

Date: Wikidata - grafică realizată de Wikipedia